# 30-та армія (СРСР)
Тридця́та а́рмія (30 А) — загальновійськова армія у складі Збройних сил СРСР під час Німецько-радянської війни з 13 липня 1941 по 1 травня 1943.
1 травня 1943 року армія була перетворена на 10-ту гвардійську армію.

## Командування
- Командувачі:
  - генерал-майор Хоменко В. О. (липень — листопад 1941);
  - генерал-майор Лелюшенко Д. Д. (листопад 1941 — листопад 1942);
  - генерал-майор, з лютого 1943 генерал-лейтенант Колпакчи В. Я. (листопад 1942 — квітень 1943).